# Ortodox Népi Riadó
Az Orthodox Népi Riadó (görögül: Λαϊκός Ορθόδοξος Συναγερμός, Láikosz Orthódoxosz Szinagermósz; rövidítése: ΛΑ.Ο.Σ , LÁOSZ) egy görög radikális jobboldali párt. A pártot 2000-ben alapította Jéorjiosz Karatzaferisz újságíró, aki addig az Új Demokrácia tagja volt.

## Ideológiája
Karacaférisz magukat alapvetően demokratikus pártnak nevezi, amely konzervatív-jobboldali és fontosnak tartják, hogy a hagyományos jobboldali-baloldali politikai felosztást felülírják.
A párt szellemisége az ortodox keresztény ideológiáján alapszik erősen nacionalista irányvonallal. A párt kíséretet tett mérséklődésre, erre példa volt az ultranacionalista, neofasiszta Konsztantínosz Plevrisz jogász, aki a párt kilépése után megalapította a neofasiszta Patrióta Szövetséget.
A párt 2010-ben a görög gazdasági válság közepén támogatta az első görög mentőcsomagot (egyedüli pártként a kormányzó PASZOK mellett), de a párt a szocialisták számos lépését ellenezte, különösen a 2011. június 29-én megszavazott megszorítást. Jórgosz Papandréu 2011. novemberi lemondása után a LAOS a PASZOK-kal és az Új Demokrácia párttal részt vett a kormánykoalícióban. 2012. februárjában kiszálltak a koalícióból, mert nem akarták az újabb takarékossági programot megszavazni.

### Alapelveik
- Elutasítják Törökország európai uniós csatlakozását.
- Betiltanák az Európai Unióról kívülről érkező bevándorlást és a bevándorlókat kitoloncolnák a Görögországból.
- Ellenzik az Európai Alkotmányt és a Lisszaboni Szerződést.
- Nem ismernek el külön államnak olyat, aminek Macedonia a neve, így Macedónia nevét sem.
- Radikális adócsökkentés és a kisvállalkozások támogatása[5]

## Fordítás
- Ez a szócikk részben vagy egészben  a   Popular Orthodox Rally című angol Wikipédia-szócikk ezen változatának fordításán alapul.  Az eredeti cikk szerkesztőit annak laptörténete sorolja fel. Ez a jelzés csupán a megfogalmazás eredetét és a szerzői jogokat jelzi, nem szolgál a cikkben szereplő információk forrásmegjelöléseként.